# Brookhaven (New York)
Brookhaven ist eine Stadt (town) im Suffolk County des US-Bundesstaates New York. Sie erstreckt sich von der Nord- bis zur Südküste von Long Island und hatte bei der Volkszählung von 2010 486.040 Einwohner. Es handelt sich dabei nicht um eine Stadt im eigentlichen Sinne, sondern einen Verwaltungszusammenschluss eines größeren, sehr unterschiedlich besiedelten Gebietes ohne klares Zentrum.
Ein unincorporated hamlet (nicht selbstverwaltete Siedlung) und census-designated place (statistisches Gebiet) innerhalb der Stadt trägt ebenfalls den Namen Brookhaven.

## Geographie
Brookhaven ist mit 1376,7 km² die flächenmäßig größte Stadt des Staates New York. Die Nordküste liegt am Long-Island-Sund, im Süden gehört ein großer Teil der Great South Bay zum Stadtgebiet, sodass 704,7 km² Wasser- und nur 671,9 km² Landfläche sind. Die vorgelagerte Barriereinsel Fire Island trennt die Bucht zum freien Atlantik hin ab.
Die Nachbarstädte sind Smithtown und Islip im Westen sowie Riverhead und Southampton im Osten.

### Gliederung
In Brookhaven liegen acht Villages (selbstverwaltete Dörfer) und 36 hamlets (Weiler).
- Villages: Belle Terre, Bellport, Lake Grove, Old Field, Patchogue, Poquott, Port Jefferson, Shoreham

- Hamlets: Blue Point, Brookhaven, Calverton, Center Moriches, Centereach, Coram, East Moriches, East Patchogue, East Setauket, East Shoreham, Eastport, Farmingville, Fire Island Pines, Gordon Heights, Holbrook, Holtsville, Lake Ronkonkoma, Manorville, Mastic, Mastic Beach, Medford, Middle Island, Miller Place, Moriches, Mount Sinai, North Bellport, North Patchogue, Port Jefferson Station, Ridge, Rocky Point, Selden, Setauket, Shirley, Sound Beach, Stony Brook, Terryville, Yaphank. Ferner gibt es die Poospatuck Indian Reservation mit 271 Bewohnern (2004).

## Geschichte
Auf dem heutigen Gebiet von Brookhaven lebten ursprünglich verschiedene Stämme der Metoac-Indianer. Als erste europäische Siedlung entstand 1655 das heutige Setauket im Norden unter dem Namen Ashford. Durch das sogenannte Nicolls Patent  vom 7. März 1666 wurde erstmals der Name Brookhaven für das größere Gebiet festgeschrieben, die Anerkennung als Stadt bzw. town erfolgte 1788. Bis 1789 befand sich die Stadtregierung in Setauket, wurde dann nach Coram und später weiter nach Medford verlegt.
In früheren Jahrhunderten lebten die meisten Siedlungen Brookhavens von Ackerbau, Fischfang und Schiffbau. Im 20. Jahrhundert verstädterten einige Orte, andere entwickelten sich zu dünn besiedelten Wohngebieten.
| Bevölkerungsentwicklung | Bevölkerungsentwicklung | Bevölkerungsentwicklung | Bevölkerungsentwicklung | Bevölkerungsentwicklung | Bevölkerungsentwicklung | Bevölkerungsentwicklung | Bevölkerungsentwicklung | Bevölkerungsentwicklung | Bevölkerungsentwicklung |
| ----------------------- | ----------------------- | ----------------------- | ----------------------- | ----------------------- | ----------------------- | ----------------------- | ----------------------- | ----------------------- | ----------------------- |
| Jahr                    | 1825                    | 1850                    | 1900                    | 1950                    | 1960                    | 1970                    | 1980                    | 1990                    | 2000                    |
| Einwohner               | 5.393                   | 8.595                   | 14.892                  | 44.522                  | 109.900                 | 245.260                 | 364.812                 | 407.779                 | 448.248                 |

## Bildung und Wissenschaft
Das Brookhaven National Laboratory ist eine der größten Forschungseinrichtungen der USA, das vor allem für seinen Teilchenbeschleuniger RHIC bekannt ist. Auf Brookhavener Gebiet befindet sich auch der Hauptcampus der State University of New York at Stony Brook.

## Infrastruktur
Im teils zu Brookhaven, teils zu Islip gehörenden Ronkonkoma befindet sich der Flughafen Long Island MacArthur Airport (ISP).
Die Bahnstrecken der Long Island Rail Road von Penn Station nach Port Jefferson, Greenport (Ronkonkoma branch) und Montauk sowie der Long Island Expressway (Interstate 495) durchqueren das Stadtgebiet. Von Port Jefferson besteht eine Fährverbindung nach Bridgeport in Connecticut. Die Straßenbahn Patchogue verkehrte nur von 1911 bis 1919.

## Söhne und Töchter der Stadt
In Brookhaven geboren
- William Floyd (1734–1821), unterzeichnete als Repräsentant von New York die Unabhängigkeitserklärung der Vereinigten Staaten und ist damit einer der amerikanischen Gründerväter
- Benjamin Tallmadge (1754–1835), Offizier im Amerikanischen Unabhängigkeitskrieg, Geheimdienstoffizier und Abgeordneter im US-Repräsentantenhaus
- Selah B. Strong (1792–1872), Jurist und Politiker, Vertreter von New York im US-Repräsentantenhaus
- Phillip Simmonds (* 1986), Tennisspieler

Bekannte Einwohner
- Alice Boughton (1867–1943), Fotografin
- Michael P. Murphy (1976–2005), ein in Afghanistan gefallener Soldat der United States Navy SEALs und Träger der Medal of Honor